# ベン・ハー (1925年の映画)
『ベン・ハー』（英語: Ben-Hur: A Tale of the Christ, 「ベン・ハー - キリストのお話」の意）は、1925年製作・公開、フレッド・ニブロ監督によるアメリカ合衆国の長篇劇映画である。サイレント映画。

## 略歴・概要
前年の1924年に3社合併で設立されたばかりのメトロ・ゴールドウィン・メイヤー（MGM）が、390万ドルの巨費（サイレント映画において最も高額な製作費）を投じ、フレッド・ニブロを監督に、ラモン・ノヴァロを主役に製作したスペクタクル超大作である。原作はルー・ウォーレスが1880年に発表した小説『ベン・ハー』で、1907年の15分の短篇版に次ぐ2度目の映画化である。
当初、チャールズ・ブレビンが監督し、ジョージ・ウォルシュが主演をする予定であった。高名な戦車競争シーンは、リーヴス・イースンが演出している。同シーンの観衆エキストラとして、当時の俳優、スタッフらが大量に動員された。このシーンは6万メートル以上のフィルムが撮影されたが、最終的に229メートルにまとめられた。また、一部のシーン（キリスト関係）は二色法によるカラー映像で、ビデオ版リリース時にチェコの倉庫でフィルムが発見されたことで現在でもその彩色を見ることができる。
ウィリアム・ワイラーによる1959年の3度目のリメイクはこの2作目をほぼ完全に踏襲している。ワイラーは2作目の助監督でもあり、両作品に関わった数少ない人物である。
1928年度キネマ旬報ベストテン 外国映画4位（なお、1位はムルナウの『サンライズ』）。
1997年にアメリカ国立フィルム登録簿に登録された。

## ストーリー
舞台は紀元前、ヘロデ大王の治世のパレスティナである。ユダヤ人の住む地域にベン・ハー（ラモン・ノヴァロ）、その幼友だちのメッサーラ（フランシス・X・ブッシュマン）がいた。ベン・ハーが16歳になったとき、ローマの武人となったメッサーラと再会した。メッサーラはローマ人であることをかさにきて、ユダヤ人のベン・ハーを馬鹿にした。ベン・ハーはこのことを心に刻み込んだ。
ローマから、グロウタスが執政として赴任した日に、ベン・ハーは誤って怪我をさせてしまう。ベン・ハーは母（クレア・マクドウェル）や妹（キャスリーン・ケイ）とともに、メッサーラによって捕らえられる。ベン・ハーは奴隷に堕ちた。
海賊がローマ海軍を襲撃し、ローマ側は全滅したが、軍艦の漕ぎ手奴隷だったベン・ハーは、アリウス提督（フランク・カリアー）を助け、2人だけが生き残った。アリウスはベン・ハーを養子に迎え、豊かな暮らしを与えるが、ベン・ハーは母と妹を探して旅に出た。
アラビアにたどり着いたベン・ハーは豪商シモニデス（ナイジェル・ド・ブルリエ）、その娘のエステル（メイ・マカヴォイ）に出会う。ベン・ハーとエステルはたがいに惹かれあうが、翌日、戦車競争の対戦に出場することとなる。対戦相手はメッサーラである。数万人の観衆を前にかつての友人、いまは民族どうしの威信を賭けた争いの相手である。メッサーラは卑怯な方法でベン・ハーの戦車を倒そうとしたが、そのおかげで命を落としてしまう。
対戦に勝利したベン・ハーは、この勢いに乗じてユダヤ民衆を煽り、ローマ人が処刑しようとしているユダヤの預言者イエス・キリストを救おうと呼びかける。たどりつくとキリストは、ベン・ハーの申し出を拒否する。
キリストが病気を快癒させた2人の女性がいるとベン・ハーは知る。それがまさに探していた母と妹なのだった。キリストは受難を甘受したが、そのことにより、神の恵みは、母にも妹にも、ベン・ハーにも、世界中の誰に対しても降り注ぐ。

## キャスト
- ラモン・ノヴァロ - ベン・ハー
- フランシス・X・ブッシュマン - メッサーラ
- メイ・マカヴォイ - エステル、シモニデスの娘
- クレア・マクドウェル - ベン・ハーの母
- キャスリーン・ケイ - ティルダ、ベン・ハーの妹
- カーメル・マイヤーズ - アイラス
- ナイジェル・ド・ブルリエ - 豪商シモニデス
- ミッチェル・ルイス - 旅長イルデリム
- レオ・ホワイト - サンバラット
- フランク・カリアー - アリウス提督
- チャールズ・ベルチャー - バルタザール、エジプト人
- ベティ・ブロンソン - 聖母マリア
- デイル・フラー - アムラ
- ウィンター・ホール - ジョゼフ

大衆モブシーンエキストラ
- レジナルド・バーカー（Reginald Barker）
- ジョン・バリモア
- ライオネル・バリモア
- クラレンス・ブラウン
- ジョーン・クロフォード
- マリオン・デイヴィス（Marion Davies）
- ダグラス・フェアバンクス
- ジョージ・フィッツモーリス（George Fitzmaurice）
- シドニー・フランクリン
- ジョン・ギルバート
- ドロシー・ギッシュ
- リリアン・ギッシュ
- サミュエル・ゴールドウィン
- シド・グローマン（Sid Grauman）
- ルパート・ジュリアン（Rupert Julian）
- ヘンリー・キング
- ハロルド・ロイド
- コリーン・ムーア
- メアリー・ピックフォード

## 註
1. 1 2  #外部リンク欄、「ベン・ハー」リンク先、キネマ旬報、2009年10月28日閲覧。